# مهمة في منتصف الليل (فلم)
مهمة في منتصف الليل هو فيلم مصري عرض عام 1998، بطولة نهلة سلامة وصبري عبد المنعم وحسين فهمي، تأليف مهدي يوسف وإخراج مها عرام. الفيلم في إطار دراما اجتماعية تدور أحداثه حول رجل بلا أخلاق، همه الوحيد جمع المال واستغلال من حوله، والجميع يظن أنه إنسان شريف؛ حيث يفتح جمعية خيرية للأيتام، وفي الحقيقة هو يريد تغطية عمليات التهريب التي يقوم بها.

## طاقم التمثيل
- نهلة سلامة.
- سيد مصطفى.
- حسين فهمي.
- صبري عبد المنعم.
- نبيل نور الدين.
- فراس نعناع.
- معتز الطباخ.
- نورا عبد العزيز.
- سونيا محمود.
- جمال منصور.
- أحمد العضل.
- علي إبراهيم.
- أشرف صالح.
- أيمن حسين.
- إيناس مكي.[2]